# Tianlongshan-Grotten

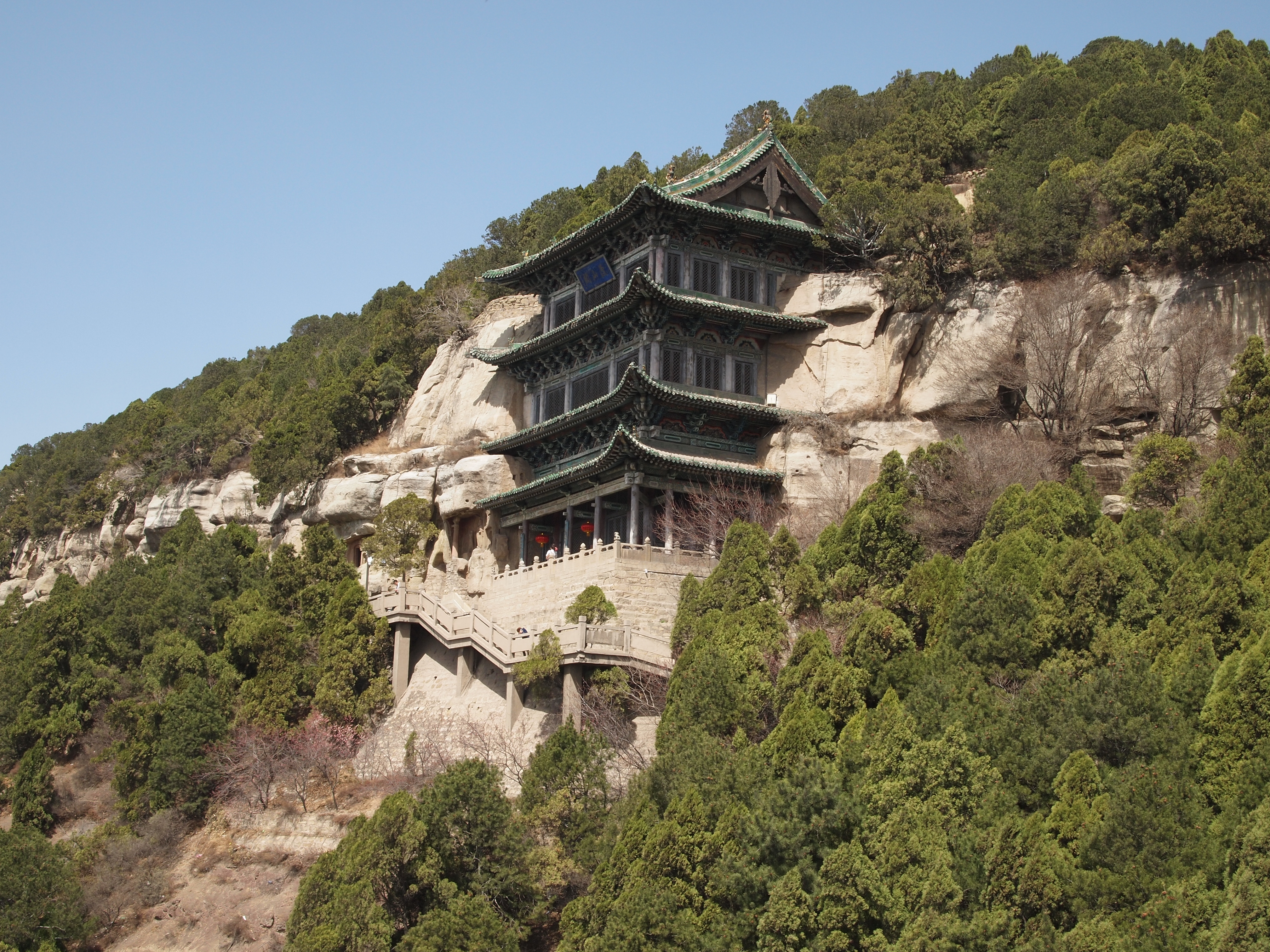
Manshan Pavillon (2014).

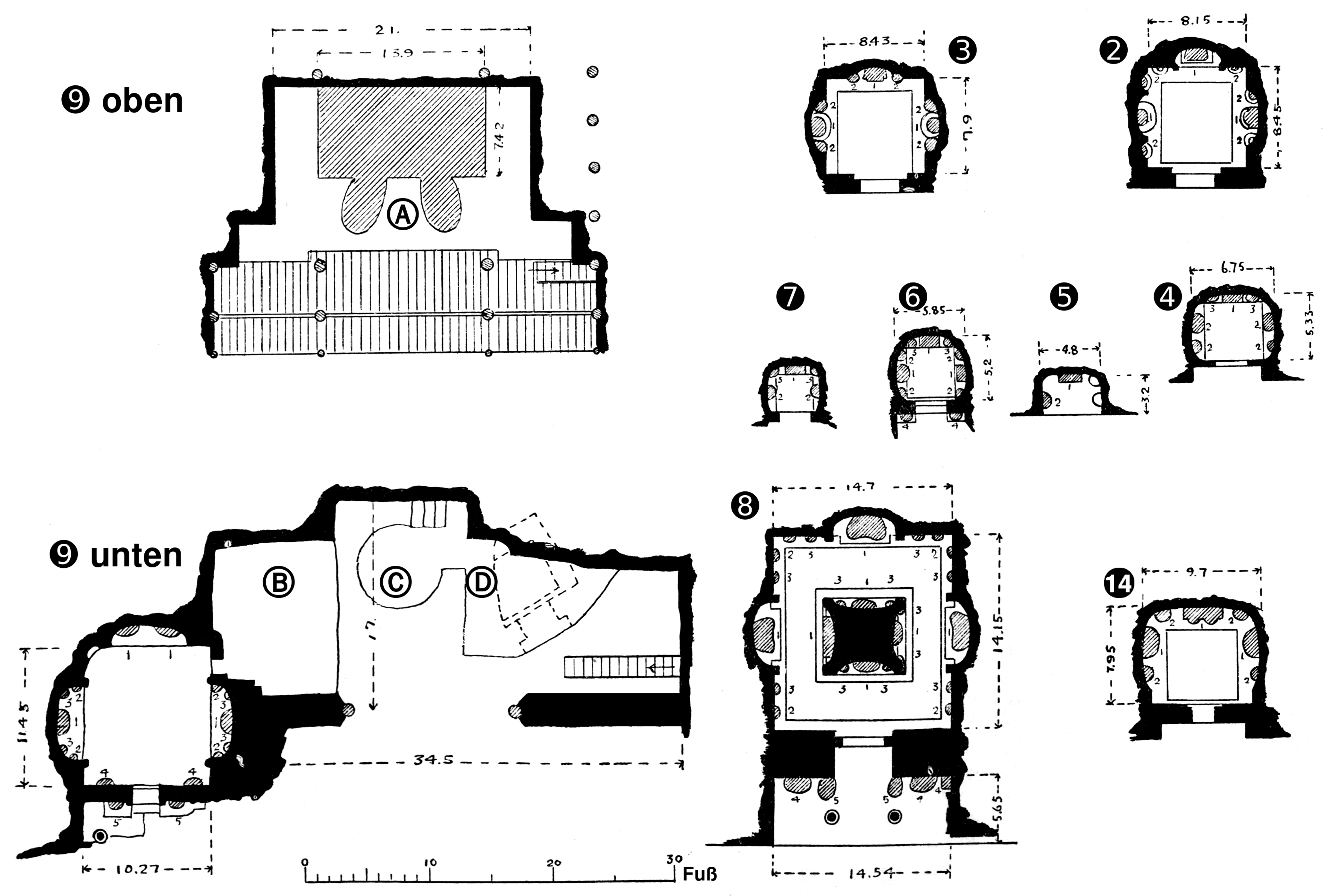
Pläne einiger der Tiānlóngshān-Grotten. (Maße in Fuß, 尺). Schwarze Ziffern: Höhlennummern; weiße: 1) Śākyamuni-, 2) Bodhisattva-, 3) Lohan-, 4)~Wächtergottheiten-, 5) „Löwen“-Statuen, d. h. Lehrmeister (獅子 =~homonym 師子); A)~großer Buddha; B) Wei T'o; C) 11köpfige Kuanyin; D) Bodhisattva.

Die Tianlongshan-Grotten (chinesisch 天龙山石窟, Pinyin Tiānlóngshān Shíkū, englisch Tianlongshan Grottoes) im Südwesten der Stadt Taiyuan 太原, Provinz Shanxi, China, sind über zwei Berge verstreute buddhistische Höhlentempel. Auf dem östlichen befinden sich 8 Grotten, auf dem westlichen 13. Sie wurden vom 5. bis 8. Jahrhundert, von der Zeit der Nördlichen Qi-Dynastie bis in die Tang-Dynastie, gegraben und enthalten künstlerisch hochrangige Skulpturen und Reliefs.
Seit 2001 stehen die Tianlongshan-Grotten auf der Liste der Denkmäler der Volksrepublik China in Shanxi (5-445).